# Съперничество Федерер – Надал
Двубоите между Федерер и Надал са определяни от мнозина, като едно от най-големите съперничества в историята на тениса. Двамата са играли помежду си 40 мача, като Надал надделява 24 пъти, а Федерер постига 16 победи.
| Роджър Федерер и Рафаел Надал. |
| Роджър Федерер и Рафаел Надал. |

Всеки от тях завършва сезона на първо или второ място в световната ранглиста шест последователни години (2005 – 2010 г.). По време на своите кариери Федерер е бил в Топ 2 на тази класация общо 11 години, а Надал – 9 години.
Испанецът е спечелил 14 от 16 срещи на клей. Федерер от своя страна побеждава в 11 от 20-те мача на твърди кортове, както и в 3 от 4-те им срещи на трева. В повечето случаи двамата са поставяни от двете страни на схемата при жребия, затова 24 от техните 40 срещи са на финал.

## История

### 2004 – 2005
Федерер и Надал играят първия си мач през март 2004 г. в третия кръг на Мастърс турнира в Маями. Надал само на 17 години изненада мнозина като спечели в два сета с 6ː3, 6ː3. Следващата им среща беше след една година отново в Маями. Надал повежда с 2 сета, но Федерер успява да обърне и в крайна сметка да затвори двубоя в пет сета. След 2 месеца двамата играят полуфинал на Ролан Гарос, което е първата им среща на клей. Надал побеждава в четири сета с 6 – 3, 4 – 6, 6 – 4, 6 – 3, след което печели първата си титла от Големия шлем.

### 2006
През 2006 г. Федерер и Надал се изправят един срещу друг в шест двубоя.
Надал печели първите четири като първата от тях е финала в Дубай през февруари като нанася първа загуба на Федерер през годината и прекъсва рекордът му от 56 поредни победи на твърди кортове. Сезонът на клей отново е в полза на Надал. Той побеждава Федерер на финалите в Монте Карло, Рим и на финала на Ролан Гарос като това е първата им среща на финал от Шлема. Месец по-късно двамата отново се срещнаха на финал, този път на Уимбълдън. Това бе и първата им среща на трева, в която Федерер побеждава в четири сета и печели за четвърти пореден път Уимбълдън. В края на сезона двамата се срещнаха на полуфиналите на Тенис Мастърс Къп, където Федерер се налага в два сета по пътя си към трета титла в последните четири години. В края на годината Надал води с 6ː3 победи в преките им двубои.

### 2007
Надал и Федерер се срещат още пет пъти през 2007 г. като швейцарецът побеждава три пъти.
За втора поредна година двамата играят три финала на клей. Надал печели първата среща в два сета с 6 – 4, 6 – 4 и вдига за трета поредна година титлата в Монте Карло. Няколко седмици по-късно отново се изправят един срещу друг, този път в Хамбург. Федерер побеждава в три сета и прекъсва серията от 81 поредни победи на клей на Надал. Следващата им среща, за втора поредна година е на финала на Ролан Гарос като Надал побеждава отново в четири сета и печели титлата в Париж за трети пореден път. Следващите две срещи отново са повторение от 2006 г. на финала на Уимбълдън и на полуфинала на Тенис Мастърс Къп. Федерер печели и двете срещи като на Уимбълдън двубоят се играе в пет сета. Надал продължава да води в преките двубои с 8ː6.

### 2008
През 2008 г. двамата се изправят един срещу друг четири пъти.
Надал побеждава и в четирите двубоя като резултатът от срещите им е 12ː6 в полза на испанеца. За трета година подред се срещат три пъти на клей. Първата от тях е в Монте Карло, където Надал печели трофея четири поредни пъти и поставя рекорд. Няколко седмици след това отново на турнира в Хамбург двамата играят финал. Надал печели в три сета първата си титла от този турнир. Също така за трета поредна година играят във финала на Ролан Гарос като испанецът печели трофея за четвърти път подред. За трета поредна година се срещат и на финала на Уимбълдън. Двубоят продължава 4 часа и 48 минути като поставя рекорд за най-продължителен финал на Уимбълдън. Надал печели титлата след пет сетов трилърː 6 – 4, 6 – 4, 6 – 7(5 – 7), 6 – 7(8 – 10), 9 – 7. По този начин рекордът от 65 поредни победи на Федерер на трева е прекъснат след повече от пет години.

### 2009
Сезон 2009 е белязан само от две срещи между Федерер и Надал.
И двамата започват годината много силно с достигането на финал на Откритото първенство на Австралия като това е първият им финал от Големия шлем на твърди кортове както и първи за Надал. Срещата продължи 4 часа и 23 минути като Надал печели в пет сетаː 7 – 5, 3 – 6, 7 – 6(7 – 3), 3 – 6, 6 – 2. Федерер и Надал играят другият двубой в Мадрид, където Федерер побеждава в два сета и прекъсва серията от пет поредни победи на испанеца, както и 33 поредни победи на клей, след което печели и последният турнир от Шлема – Ролан Гарос. В края на годината Надал води с 13ː7 победи над Федерер.

### 2010
През 2010 г. Федерер и Надал играят два пъти като си разменят по една победа.
Първата им среща е на финала в Мадрид една година след последният им мач. Надал се налага в два сета с 6 – 4, 6 – 4 за 1 час и 26 минути. Следващата им среща е на Финалният Мастърс в Лондон. Надмощието на Федерер в турнира продължава този път с победа в три сета. Тази титла е пета от турнира за Федерер като по този начин поставя рекорд.

### 2011
Надал и Федерер играят четири мача през 2011 г. Испанецът печели първите три, а Федерер последният.
В първия им мач на Мастърса в Маями Надал печели в два сета. Следващата среща в Мадрид отново бе спечелена от испанеца в три сета. След това двамата изиграха четвъртия си финал на Ролан Гарос и този път спечелен от Надал в четири сета. По този начин вече има на сметката си 6 титли от Ролан Гарос и общо 10 титли от Големия шлем. Последната им среща отново е на Финалният Мастърс в Лондон като победител и този път е швейцарецът с 6 – 3, 6 – 0 в неравностоен мач. Надал продължава да води убедително в преките им срещи със 17ː9.

### 2012
За първи път през 2012 г. Федерер и Надал се срещат на полуфинала на Откритото първенство на Австралия. Надал губи първият сет, но успява да вземе следващите три и да се класира за финал. Следващата им среща е отново на полуфинал, този път в Индиън Уелс. Федерер печели в два сета по пътя към четвърта титла от този турнир.

### 2013
Надал се завръща през февруари на корта след осем месечна пауза, поради контузия в коляното.
Първият им мач през 2013 г. е на четвъртфинал в Индиън Уелс. Федерер започва двубоя с болки в гърба от предишния си мач и в крайна сметка губи в два сета. През април Анди Мъри печели турнира в Маями и изпреварва Федерер от второто място в ранглистата. Това е първият път от 10 ноември 2003, в който нито Федерер, нито Надал са в топ2. Надал побеждава Федерер на финала в Рим с 6 – 1, 6 – 3 като прави резултата от срещите им на 20ː10. При следващата им среща отново Надал излиза победител, този път на Мастърса Синсинати в три сетаː 5 – 7, 6 – 4, 6 – 3.

## Анализ
Съперничеството между Федерер и Надал е голяма част от кариерата и на двамата. Техните срещи от Големия шлем са следени с голям интерес. Особен е и рекордът им от девет срещи на финал. Това включва финали на Ролан Гарос и Уимбълдън в продължение на три последователни години (2006 – 2008). Надал води с 6 – 3 победи във финалите като има и две победи на полуфинал. Това е контраст на останалите финали на Федерер, който има 15 – 1 победи срещу всеки друг съперник.
Надал спря Федерер по пътя за Кариерен Голям шлем като го победи на Ролан Гарос три поредни години, но през 2009 г. испанецът отпада в четвърти кръг и по този начин Федерер печели единствената си титла от Ролан Гарос. Освен това Федерер два пъти спира Надал да стане първият тенисист след Бьорн Борг през 1980 г. който печели Ролан Гарос и Уимбълдън в една и съща година като го побеждава в първите му два финала на Уимбълдън, но Надал успя следващата година. Федерер от своя страна осъществявя това през 2009 г. последвано от това на Надал през 2010 г. Федерер също така спира Надал към спечелването на Финалният Мастърс като го побеждава на финала през 2010 г. и на полуфинал през 2006 и 2007 г. Рафа обаче успява да стане едва вторият тенисист след Андре Агаси, който успява да спечели Кариерен Златен шлем със спечелването на Олимпийското злато в Пекин през 2008 г.
Рекордните им шест последователни години на върха на класацията между 2005 и 2010 г. се дължат на безпрецедентното им представяне в турнирите от Големия шлем и турнирите от сериите Мастърс. В този период двамата печелят 21 от 24 титли от Шлема (12 за Федерер и 9 за Надал). Включително рекордните 11 поредни титли (2005 – 07). Освен това доминират и в Мастърс турнирите като печелят 31 от 54 трофея (18 Надал и 13 Федерер). Федерер успява да спечели и 4 от 6 Финални Мастърса.
Двамата държат и рекордите за най-много последователни победи на дадена настилка. Федерер държи два рекорда като единият е на трева – 65, а другият на твърди кортове – 56. Надал дръжи рекорда на клей с 81 поредни победи. Любопитното е, че всяка от тези серии е спирана именно от единия от двамата. Доминирането им на отделните настилки дава импулс за така наречената „Битка на настилките“. Това е демонстративен мач през май 2007 г. на корт, който наполовина е покрит с трева и наполовина с клей. Двубоят е спечелен от Надал със 7:5, 4:6, 7:6 (10).

### Резултати на всяка настилка
- Твърди кортовеː Федерер, 11 – 9
  - Откритоː Надал, 8 – 6
  - Закритоː Федерер, 5 – 1
- Клейː Надал, 14 – 2
- Треваː Федерер, 3 – 1
- Съотношение: Надал-Федерер : 24-16

## Федерер – Надал
| Легенда                                        |
| ---------------------------------------------- |
| Турнири от Голям шлем                          |
| Финални турнири на ATП Световен Тур            |
| Турнири на ATП Световен Тур от сериите Мастърс |
| Други турнири на ATП Световен Тур              |

| №   | Година | Турнир            | Настилка | Кръг                | Победител | Резултат                                   | Време | Сетове | Р Ф | Р Н |
| --- | ------ | ----------------- | -------- | ------------------- | --------- | ------------------------------------------ | ----- | ------ | --- | --- |
| 1.  | 2004   | Маями             | Твърда   | 3 Кръг              | Надал     | 6 – 3, 6 – 3                               | 1ː10  | 2/3    | 0   | 1   |
| 2.  | 2005   | Маями             | Твърда   | Финал               | Федерер   | 2 – 6, 6 – 7(4), 7 – 6(5), 6 – 3, 6 – 1    | 3:43  | 5/5    | 1   | 1   |
| 3.  | 2005   | Ролан Гарос       | Клей     | Полуфинал           | Надал     | 6 – 3, 4 – 6, 6 – 4, 6 – 3                 | 2:47  | 4/5    | 1   | 2   |
| 4.  | 2006   | Дубай             | Твърда   | Финал               | Надал     | 2 – 6, 6 – 4, 6 – 4                        | 1:53  | 3/3    | 1   | 3   |
| 5.  | 2006   | Монте Карло       | Клей     | Финал               | Надал     | 6 – 2, 6 – 7(2), 6 – 3, 7 – 6(5)           | 3:50  | 4/5    | 1   | 4   |
| 6.  | 2006   | Рим               | Клей     | Финал               | Надал     | 6 – 7(0), 7 – 6(5), 6 – 4, 2 – 6, 7 – 6(5) | 5:05  | 5/5    | 1   | 5   |
| 7.  | 2006   | Ролан Гарос       | Клей     | Финал               | Надал     | 1 – 6, 6 – 1, 6 – 4, 7 – 6(4)              | 3:02  | 4/5    | 1   | 6   |
| 8.  | 2006   | Уимбълдън         | Трева    | Финал               | Федерер   | 6 – 0, 7 – 6(5), 6 – 7(2), 6 – 3           | 2:58  | 4/5    | 2   | 6   |
| 9.  | 2006   | Тенис Мастърс Къп | Твърда   | Полуфинал           | Федерер   | 6 – 4, 7 – 5                               | 1:53  | 2/3    | 3   | 6   |
| 10. | 2007   | Монте Карло       | Клей     | Финал               | Надал     | 6 – 4, 6 – 4                               | 1:35  | 2/3    | 3   | 7   |
| 11. | 2007   | Хамбург           | Клей     | Финал               | Федерер   | 2 – 6, 6 – 2, 6 – 0                        | 1:55  | 3/3    | 4   | 7   |
| 12. | 2007   | Ролан Гарос       | Клей     | Финал               | Надал     | 6 – 3, 4 – 6, 6 – 3, 6 – 4                 | 3:10  | 4/5    | 4   | 8   |
| 13. | 2007   | Уимбълдън         | Трева    | Финал               | Федерер   | 7 – 6(7), 4 – 6, 7 – 6(3), 2 – 6, 6 – 2    | 3:45  | 5/5    | 5   | 8   |
| 14. | 2007   | Тенис Мастърс Къп | Твърда   | Полуфинал           | Федерер   | 6 – 4, 6 – 1                               | 0:59  | 2/3    | 6   | 8   |
| 15. | 2008   | Монте Карло       | Клей     | Финал               | Надал     | 7 – 5, 7 – 5                               | 1:43  | 2/3    | 6   | 9   |
| 16. | 2008   | Хамбург           | Клей     | Финал               | Надал     | 7 – 5, 6 – 7(3), 6 – 3                     | 2:52  | 3/3    | 6   | 10  |
| 17. | 2008   | Ролан Гарос       | Клей     | Финал               | Надал     | 6 – 1, 6 – 3, 6 – 0                        | 1:48  | 3/5    | 6   | 11  |
| 18. | 2008   | Уимбълдън         | Трева    | Финал               | Надал     | 6 – 4, 6 – 4, 6 – 7(5), 6 – 7(8), 9 – 7    | 4:48  | 5/5    | 6   | 12  |
| 19. | 2009   | ОП на Австралия   | Твърда   | Финал               | Надал     | 7 – 5, 3 – 6, 7 – 6(3), 3 – 6, 6 – 2       | 4:23  | 5/5    | 6   | 13  |
| 20. | 2009   | Мадрид            | Клей     | Финал               | Федерер   | 6 – 4, 6 – 4                               | 1:26  | 2/3    | 7   | 13  |
| 21. | 2010   | Мадрид            | Клей     | Финал               | Надал     | 6 – 4, 7 – 6(5)                            | 2:10  | 2/3    | 7   | 14  |
| 22. | 2010   | Финален Мастърс   | Твърда   | Финал               | Федерер   | 6 – 3, 3 – 6, 6 – 1                        | 1:37  | 3/3    | 8   | 14  |
| 23. | 2011   | Маями             | Твърда   | Полуфинал           | Надал     | 6 – 3, 6 – 2                               | 1ː18  | 2/3    | 8   | 15  |
| 24. | 2011   | Мадрид            | Клей     | Полуфинал           | Надал     | 5 – 7, 6 – 1, 6 – 3                        | 2:36  | 3/3    | 8   | 16  |
| 25. | 2011   | Ролан Гарос       | Клей     | Финал               | Надал     | 7 – 5, 7 – 6(5), 5 – 7, 6 – 1              | 3:40  | 4/5    | 8   | 17  |
| 26. | 2011   | Финален Мастърс   | Твърда   | Предварителна група | Федерер   | 6 – 3, 6 – 0                               | 1:00  | 2/3    | 9   | 17  |
| 27. | 2012   | ОП на Австралия   | Твърда   | Полуфинал           | Надал     | 6 – 7(5), 6 – 2, 7 – 6(5), 6 – 4           | 3:42  | 4/5    | 9   | 18  |
| 28. | 2012   | Индиън Уелс       | Твърда   | Полуфинал           | Федерер   | 6 – 3, 6 – 4                               | 1:31  | 2/3    | 10  | 18  |
| 29. | 2013   | Индиън Уелс       | Твърда   | Четвъртфинал        | Надал     | 6 – 4, 6 – 2                               | 1:24  | 2/3    | 10  | 19  |
| 30. | 2013   | Рим               | Клей     | Финал               | Надал     | 6 – 1, 6 – 3                               | 1:08  | 2/3    | 10  | 20  |
| 31. | 2013   | Синсинати         | Твърда   | Четвъртфинал        | Надал     | 5 – 7, 6 – 4, 6 – 3                        | 2:14  | 3/3    | 10  | 21  |
| 32. | 2013   | Финален Мастърс   | Твърда   | Полуфинал           | Надал     | 7 – 5, 6 – 3                               | 1:19  | 2/3    | 10  | 22  |
| 33. | 2014   | ОП на Австралия   | Твърда   | Полуфинал           | Надал     | 7 – 6(4), 6 – 3, 6 – 3                     | 2:24  | 3/5    | 10  | 23  |
| 34. | 2015   | Базел             | Твърда   | Финал               | Федерер   | 6 – 3, 5 – 7, 6 – 3                        | 2:03  | 3/3    | 11  | 23  |
| 35  | 2017   | ОП на Австралия   | Твърда   | Финал               | Федерер   | 6 – 4, 3 – 6, 6 – 1, 3 – 6, 6 – 3          | 3:37  | 5/5    | 12  | 23  |
| 36. | 2017   | Индиън Уелс       | Твърда   | Осминафинал         | Федерер   | 6 – 2, 6 – 3                               | 1:08  | 2/3    | 13  | 23  |
| 37. | 2017   | Маями             | Твърда   | Финал               | Федерер   | 6 – 3, 6 – 4                               | 1:34  | 2/3    | 14  | 23  |
| 38. | 2017   | Шанхай            | Твърда   | Финал               | Федерер   | 6 – 4, 6 – 3                               | 1:20  | 2/3    | 15  | 23  |
| 39. | 2019   | Ролан Гарос       | Клей     | Полуфинал           | Надал     | 6 – 3, 6 – 4, 6 – 2                        | 2:25  | 3/5    | 15  | 24  |
| 40. | 2019   | Уимбълдън         | Трева    | Полуфинал           | Федерер   | 7 – 6(3), 1 – 6, 6 – 3, 6 – 4              | 3:02  | 4/5    | 16  | 24  |